# 枫桥镇 (绍兴市)
枫桥镇，中国浙江省绍兴市诸暨市下辖的一个镇。

## 辖区
该镇辖有：	天竺社区、百树社区、先进村、洄村、霞朗桥村、阳春村、全堂村、大溪村、屠家坞村、楼家村、陈家村、海角村、枫一村、钟山村、枫源村、乐山村、齐东村、永宁村、新择湖村、栎桥村、魏廉村、西奕村、杜黄新村、三江村、马岭村、东三新村、四联村、新东坞村、大干溪村、梅苑村、